# الثلث الوسطاني (السفلات)
الثلث الوسطاني هي إحدى مشيخات المملكة المغربية، تتبع جغرافيا لإقليم الرشيدية وإداريًا لالسفلات. يقدر عدد سكانها بـ 4843 نسمة حسب الإحصاء الرسمي للسكان والسكنى لسنة 2004.